# گلوریا فورتس
گلوریا فورتس (به اسپانیایی: Gloria Fuertes؛ ۲۸ ژوئیه ۱۹۱۷ – ۲۷ نوامبر ۱۹۹۸) یک زن شاعر و نویسنده ادبیات کودکان اهل اسپانیا بود. او در مادرید اسپانیا متولد شد و در همان‌جا نیز درگذشت.
زندگی حرفه‌ای او به سبب عشقش به داستانسرایی، سراسر آموزش و سرگرم کردن کودکان بود؛ نخست از طریق چاپ آثار و سپس از طریق اجرا بر روی صحنه و تلویزیون. نتیجه برخی از محبوب‌ترین داستان‌های اسپانیا برای کودکان بود.
در ۲۸ ژوئیه ۲۰۱۶ موتور جستجوی گوگل به مناسبت ۹۹مین سالروز تولد گلوریا فورتس و به افتخار او گوگل دودل صفحه اصلی خود را در اسپانیا تغییر داد.